# Mitchellia sarawakana
Mitchellia sarawakana is een platworm (Platyhelminthes). De worm is tweeslachtig. De soort leeft in of nabij zoet water.
Het geslacht Mitchellia, waarin de platworm wordt geplaatst, wordt tot de familie Dimarcusidae gerekend. De wetenschappelijke naam van de soort werd voor het eerst geldig gepubliceerd in 1983 door Kawakatsu & Chapman.